# Juri Wiktorowitsch Trubatschow
Juri Wiktorowitsch Trubatschow (russisch Юрий Викторович Трубачёв; * 9. März 1983 in Tscherepowez, Russische SFSR) ist ein russischer Eishockeyspieler, der seit September 2014 erneut bei Sewerstal Tscherepowez in der Kontinentalen Hockey-Liga unter Vertrag steht.

## Karriere
Juri Trubatschow begann seine Karriere als Eishockeyspieler in seiner Heimatstadt in der Nachwuchsabteilung von Sewerstal Tscherepowez, für dessen zweite Mannschaft er von 1998 bis 2000 in der drittklassigen Perwaja Liga aktiv war. In der Saison 2000/01 wurde Trubatschow an den SKA Sankt Petersburg ausgeliehen und gab dort sein Debüt in der Superliga, wobei er in 34 Spielen sechs Tore erzielte und fünf Vorlagen gab.  Anschließend wurde er im NHL Entry Draft 2001 in der fünften Runde als insgesamt 164. Spieler von den Calgary Flames ausgewählt, für die er allerdings nie spielte. Stattdessen blieb er in seiner russischen Heimat und kehrte zu Sewerstal Tscherepowez zurück. Bei Sewerstal entwickelte er sich in der Folgezeit zum Stammspieler. 
Zur Saison 2008/09 wurde Sewerstal Tscherepowez in die neu gegründete Kontinentale Hockey-Liga aufgenommen. In der KHL-Premierenspielzeit erzielte Trubatschow in 56 Spielen 17 Tore und gab 14 Vorlagen. Daraufhin wurde der dreifache Junioren-Weltmeister erneut vom SKA Sankt Petersburg verpflichtet, für den er eineinhalb Jahre lang spielte, ehe er nach nur sieben Einsätzen zu Beginn der Saison 2010/11 ein weiteres Mal einen Vertrag bei Sewerstal Tscherepowez unterschrieb. Im Juni 2011 wurde der Russe von Salawat Julajew Ufa verpflichtet, bei denen Trubatschow einen Kontrakt für drei Jahre unterschrieb. Im April 2013 wurde dieser vorzeitig aufgelöst.
In der Saison 2013/14 spielte er für Atlant Moskowskaja Oblast, ehe er im September 2014 zu seinem Heimatverein zurückkehrte, bei dem er seit 2020 neben seiner Spielerkarriere auch als Assistenztrainer tätig ist.

### International
Für Russland nahm Trubatschow im Juniorenbereich an den U18-Junioren-Weltmeisterschaften 2000 und 2001 sowie den U20-Junioren-Weltmeisterschaften 2002 und 2003 teil. Bei allen vier Turnierteilnahmen gewann er mit seinen Mannschaften eine Medaille. Neben der Silbermedaille bei der U18-WM 2000 wurde er drei Mal Weltmeister. Er selbst konnte sich vor allem bei den Titelgewinnen 2001 und 2003 auszeichnen. Bei der U18-WM 2001 war er mit sieben Assists bester Vorlagengeber des Turniers, bei der U20-WM 2003 wurde er in das All-Star-Team gewählt. Im Seniorenbereich vertrat er sein Heimatland 2003 und 2011 bei der Euro Hockey Tour.

## Erfolge und Auszeichnungen
- 2000 Goldmedaille bei der World U-17 Hockey Challenge
- 2000 Silbermedaille bei der U18-Junioren-Weltmeisterschaft
- 2001 Goldmedaille bei der U18-Junioren-Weltmeisterschaft
- 2001 Bester Vorlagengeber der U18-Junioren-Weltmeisterschaft
- 2002 Goldmedaille bei der U20-Junioren-Weltmeisterschaft
- 2003 Goldmedaille bei der U20-Junioren-Weltmeisterschaft
- 2003 All-Star-Team bei der U20-Junioren-Weltmeisterschaft

## Statistik
(Stand: Ende der Saison 2020/21)